# Phaenolobus rusticus
Phaenolobus rusticus är en stekelart som först beskrevs av Joseph Kriechbaumer 1896.  Phaenolobus rusticus ingår i släktet Phaenolobus och familjen brokparasitsteklar. Inga underarter finns listade i Catalogue of Life.